# Goebacha
Goebacha (Russisch: 
Губаха) is een stad in de kraj Perm, Rusland. De stad had 31687 inwoners bij de volkstelling van 2002. De stad is gesticht in midden 18e eeuw.

## Geboren in Goebacha
- Vagiz Chidijatoellin (1959), voetballer

Bestuurlijk centrum: Perm

Aleksandrovsk · Berezniki · Dobrjanka · Goebacha · Gornozavodsk · Gremjatsjinsk · Kizel · Koedymkar · Koengoer · Krasnokamsk · Krasnovisjersk · Lysva · Nytva · Ochansk · Oesolje · Osa · Otsjor · Solikamsk · Tsjajkovski · Tsjerdyn · Tsjernoesjka · Tsjoesovoj · Tsjormoz · Veresjtsjagino